# Wehrden (Saar)
Wehrden ist ein Stadtteil der Stadt Völklingen im saarländischen Regionalverband Saarbrücken. 

## Lage
Wehrden liegt auf der linken Saarseite und wird von der A620 durchquert. Der Ortsteil liegt in einer hügeligen Wald- und Agrarlandschaft. Im Norden grenzt Wehrden an Schaffhausen und Hostenbach, im Süden an den Völklinger Stadtteil Geislautern. Über die Saarbrücke erreicht man direkt die Völklinger Hütte und den Bahnhof von Völklingen. Geographisch gehört Wehrden zur Warndt-Region.

## Etymologie
Der Ortsname geht vermutlich auf das mittelhochdeutsche Wort „wert“ zurück, das eine Flussinsel bezeichnete. In Wehrden mündete die Rossel in die Saar. Dadurch lagerte sich viel Geröll an, so konnte der Fluss an dieser Stelle, einer Furt, leicht überquert werden.

## Geschichte
Wehrden wurde im Jahre 1234 erstmals in einer Schenkungsurkunde des Grafen Simon III. von Saarbrücken an die nahe gelegene Prämonstratenser-Abtei Wadgassen genannt. Im Jahr 1313 wurde erstmals der Betrieb einer Saarfähre erwähnt. Dieser kam herausragende Bedeutung zu, da erst im 16. Jahrhundert Brücken über die Saar gebaut wurden. Die Einkünfte der Flussfähre erhielten die Grafen von Saarbrücken. Im Mittelalter kreuzten sich in Wehrden mehrere bedeutende Fernstraßen.
Im Jahr 1518 wurde Wehrden während einer Fehde niedergebrannt, sodass der Ort im Jahr 1542 nur noch 13 Haushalte mit 60 Menschen zählte. Im Verlauf des Dreißigjährigen Krieges wurde Wehrden ebenfalls verwüstet und entvölkert. Ab 1660 erfolgte eine Neuansiedlung. Um 1800 zählte der Ort wieder 34 Haushalte mit 199 Einwohnern.
Anfang des 18. Jahrhunderts erbauten die Franzosen eine Holzbrücke über die Saar, ab 1867 wurde eine Steinbrücke errichtet. Mit der Einweihung der neuen Saarbrücke im Jahr 1869 wurde der Fährbetrieb eingestellt. Zu dieser Zeit waren eine Mühle und ein Sägewerk die wichtigsten nichtagrarischen Arbeitgeber im Ort. Der Großteil der Wehrdener Bevölkerung lebte vor allem von der Landwirtschaft. Im Jahr 1873 entstand die Völklinger Eisenhütte, die der Industrielle Carl Röchling 1881 erwarb und umfassend ausbaute. Viele Arbeiter der neugegründeten Hütte siedelten sich im nahen Wehrden an, das dadurch einen Aufschwung erlebte.

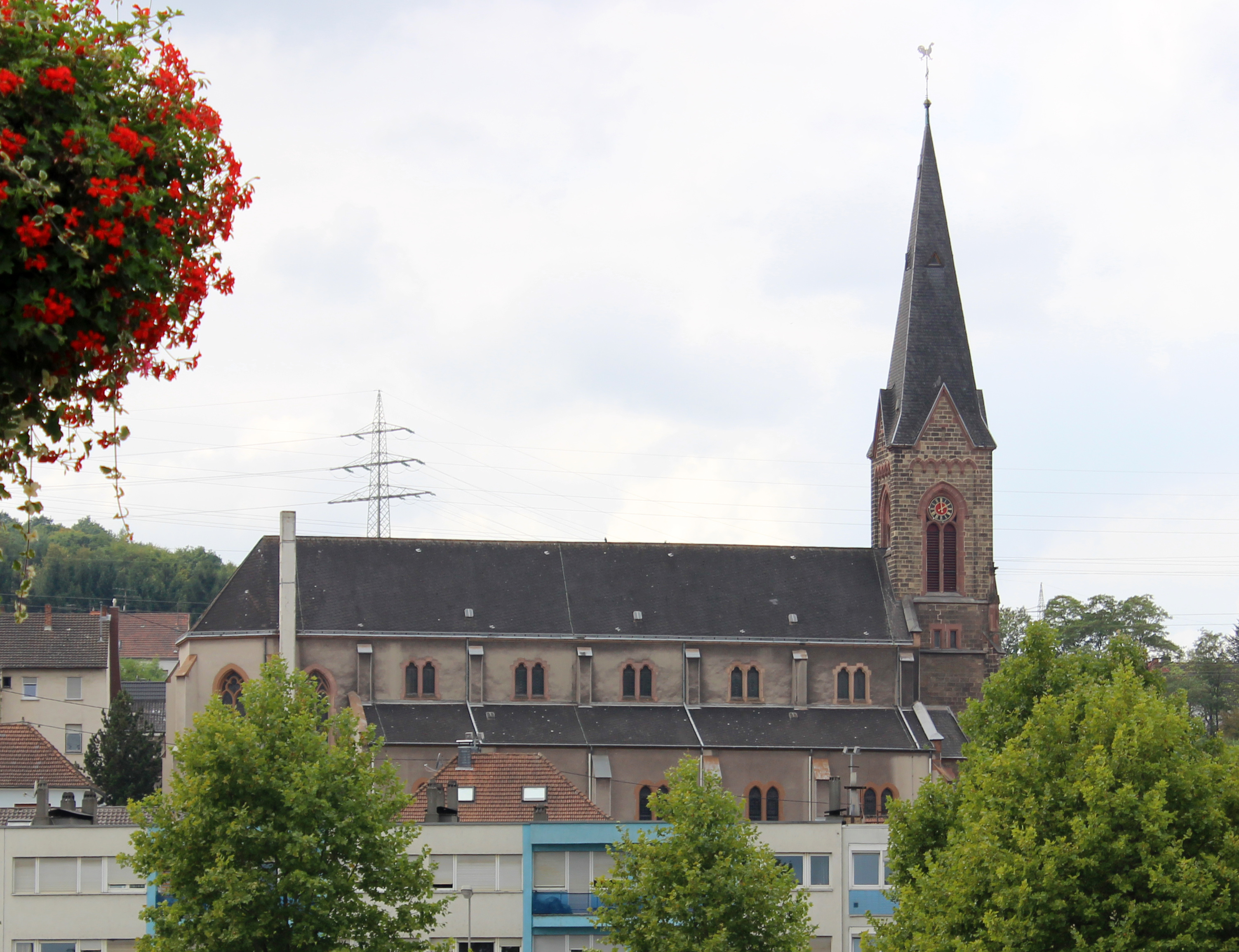
Wehrden, Josefskirche
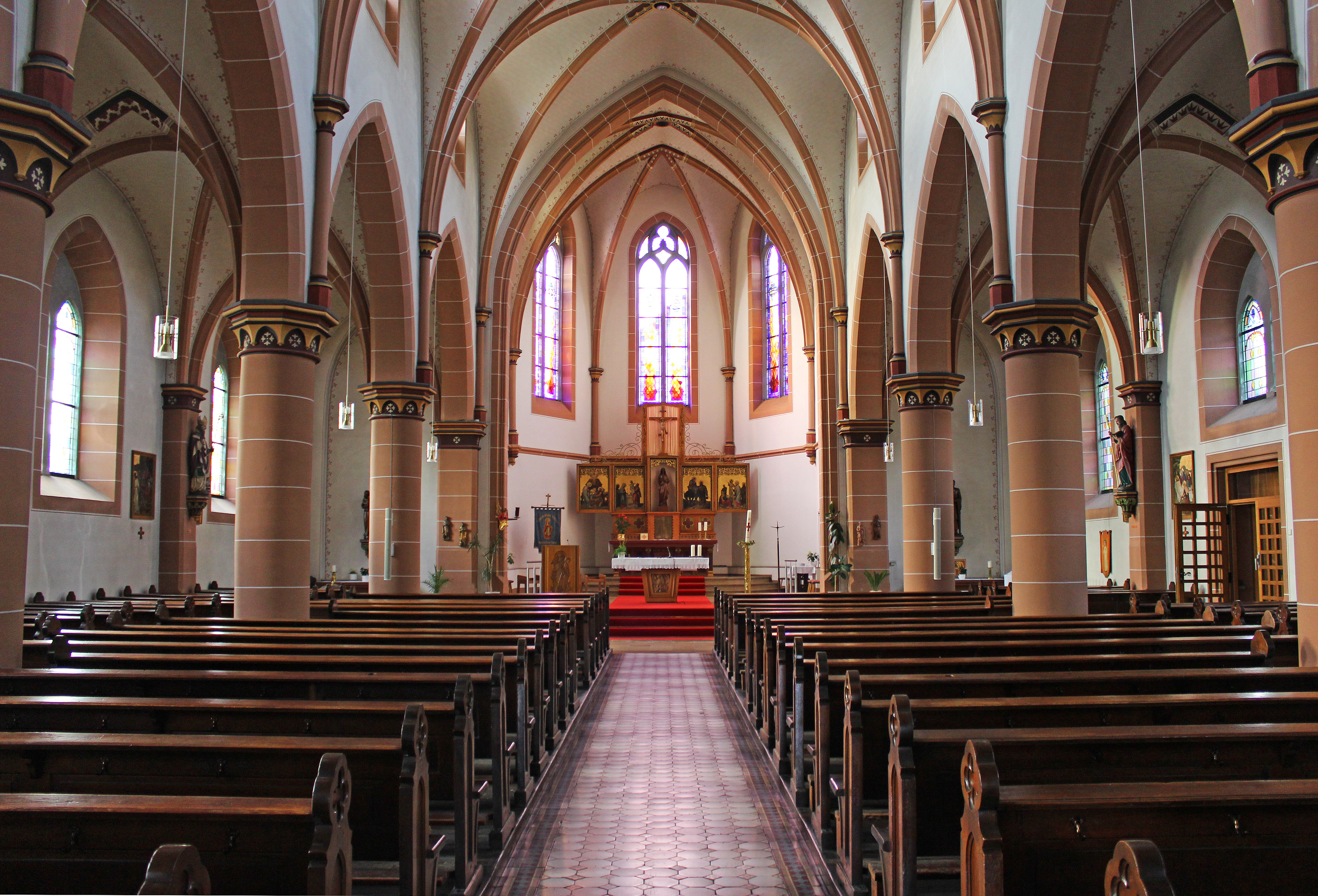
Wehrden, St. Josef, Inneneres mit Blick zur Apsis

Im Jahr 1894 wurde mit dem Anwachsen der Bevölkerung in Wehrden, das bis dahin zur katholischen Pfarrgemeinde St. Eligius Völklingen gehörte, ein Kirchenbauverein mit dem Ziel gegründet, Geldmittel für den Bau einer eigenen Kirche zu beschaffen. In den Jahren 1898 bis 1899 erfolgte der Bau der neofrühgotischen Kirche St. Josef nach Plänen des aus Roden stammenden Architekten Wilhelm Hector. Im Jahr 1937 wurde Wehrden nach Völklingen eingemeindet.
Im Zweiten Weltkrieg erlitt Wehrden bei alliierten Bombenangriffen am 11. Mai und am 5. Oktober 1944 schwere Zerstörungen. Auch die Saarbrücke war davon betroffen und konnte erst in den Jahren 1948/1949 wieder aufgebaut werden.

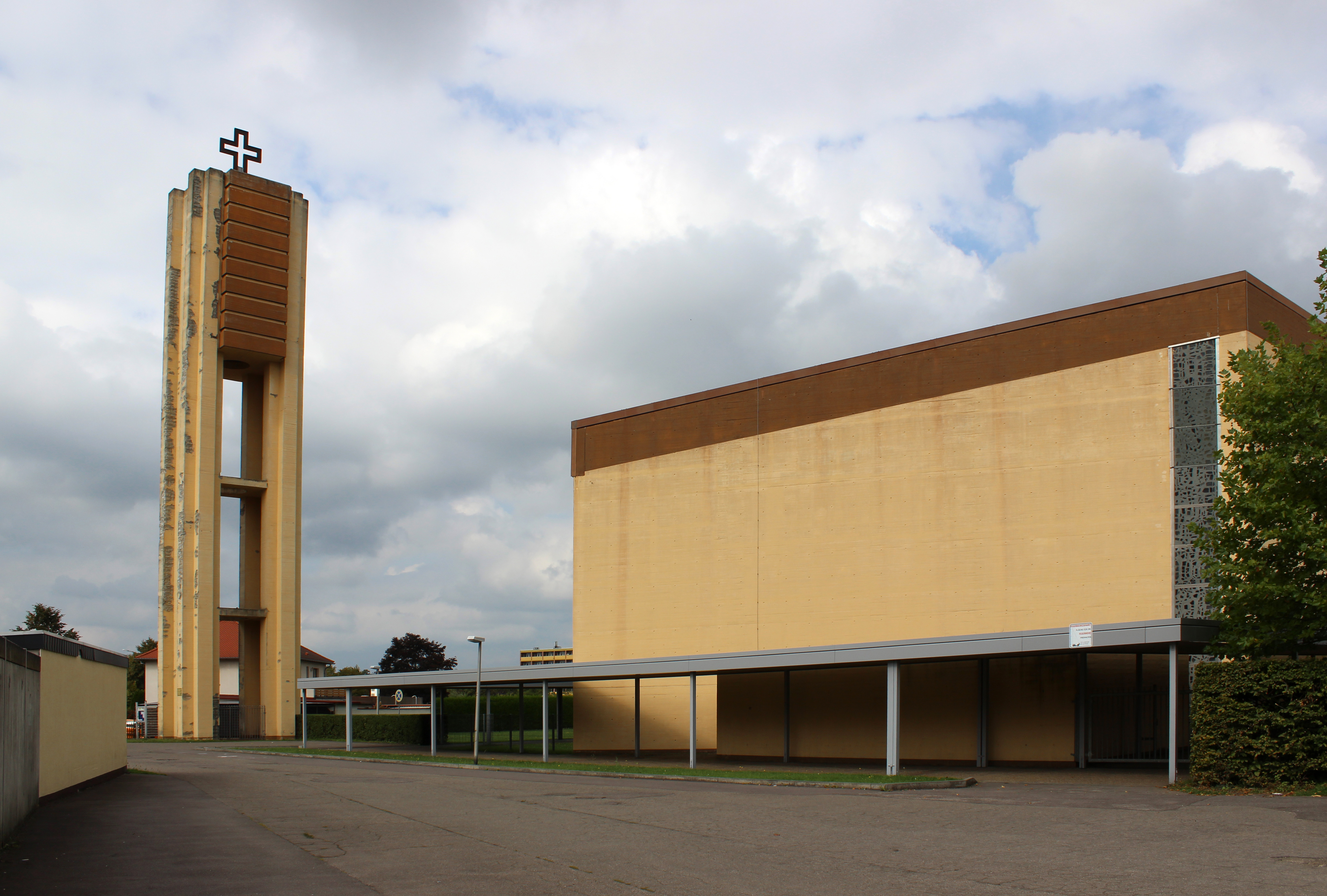
Wehrden, katholische Kirche St. Hedwig
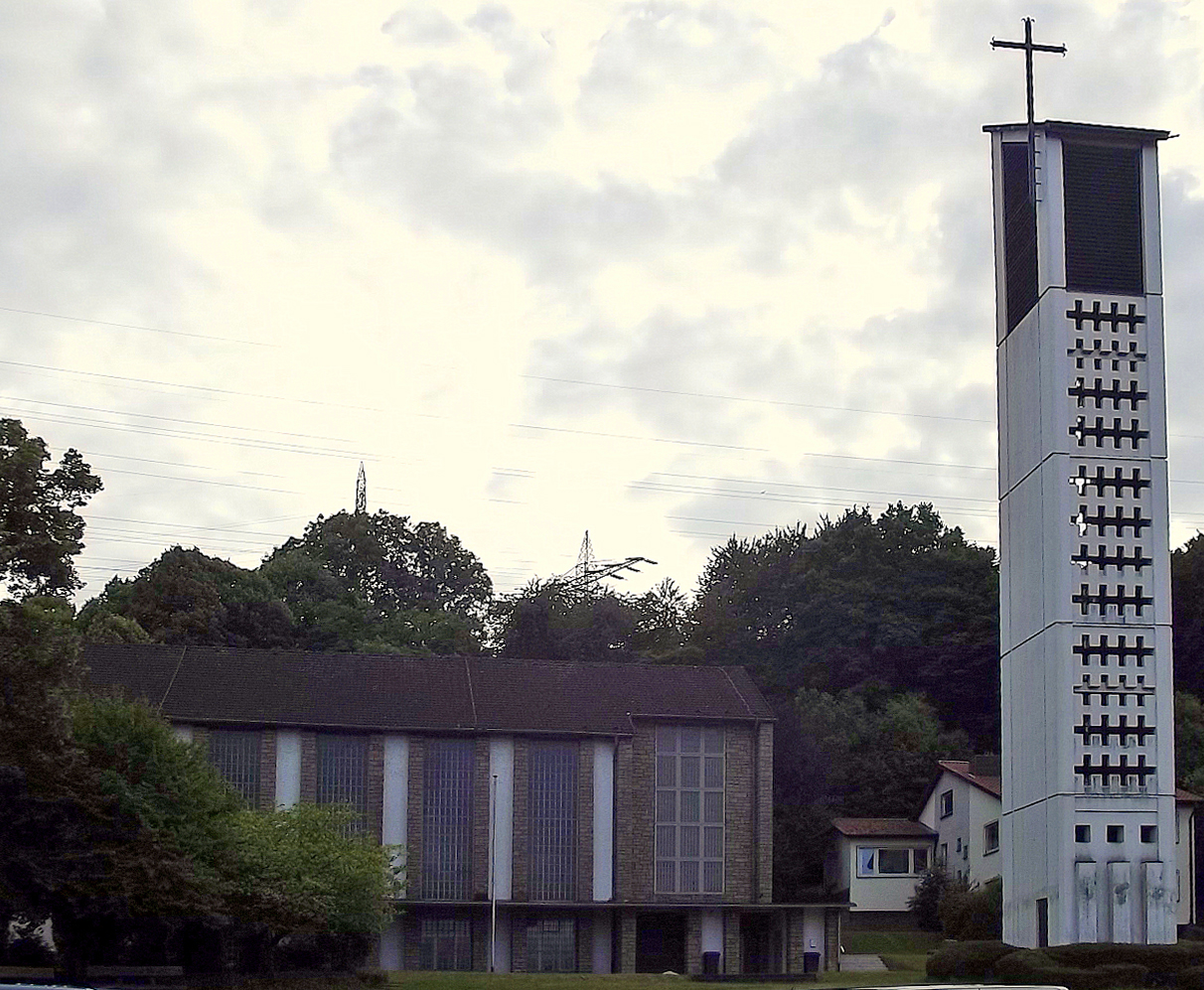
Wehrden, evangelische Auferstehungskirche
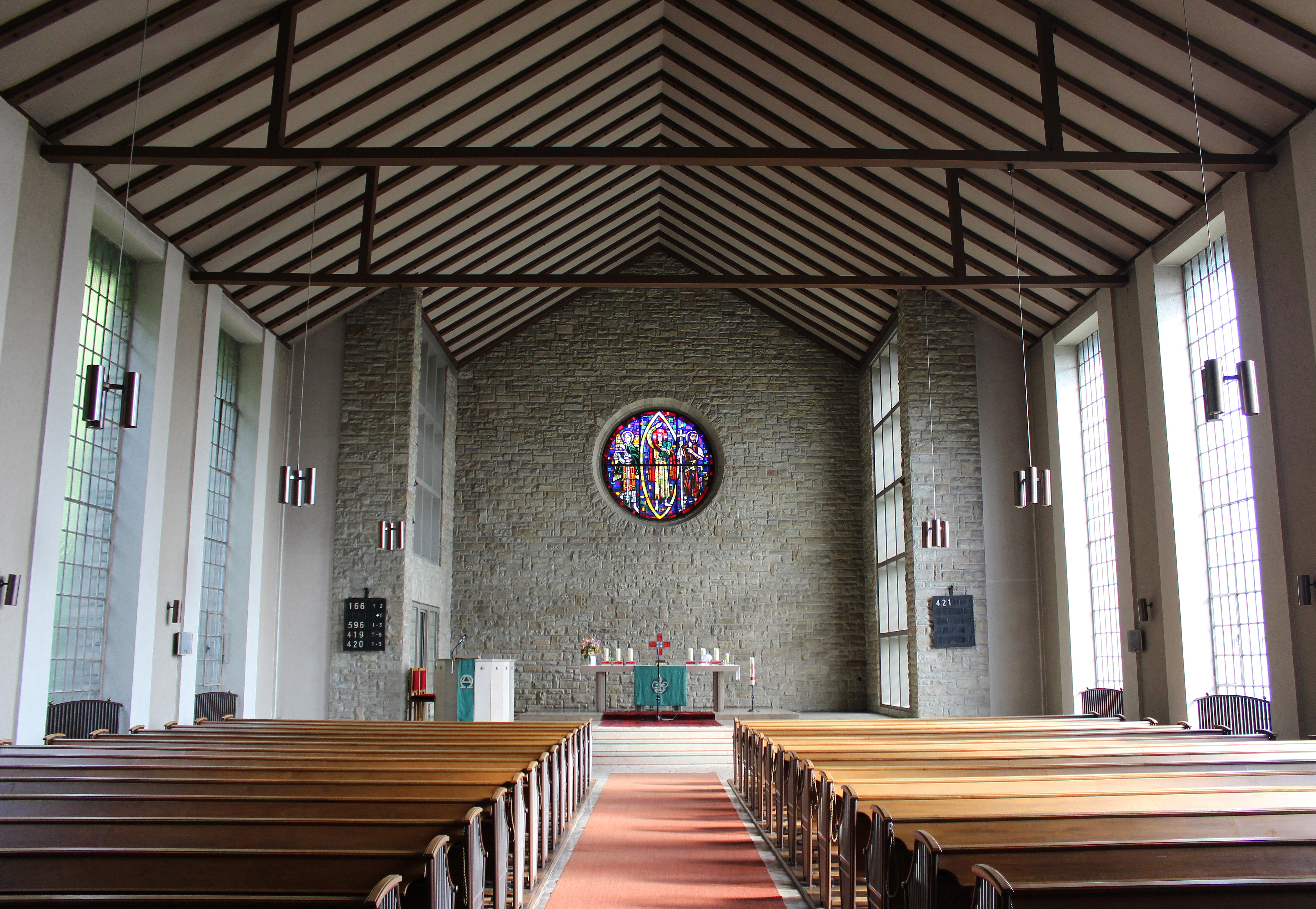
Wehrden, Auferstehungskirche, Inneres
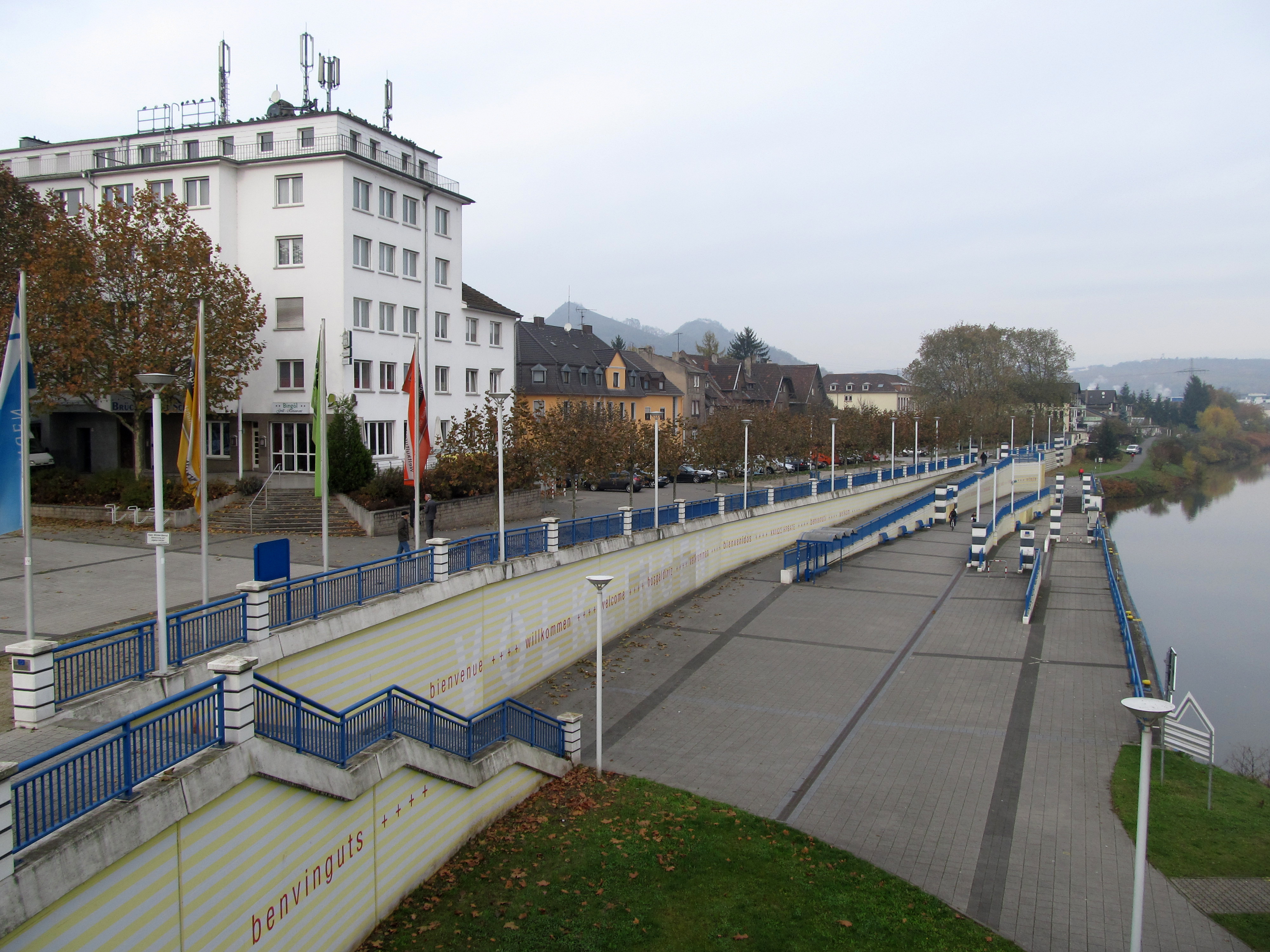
Saarpromenade
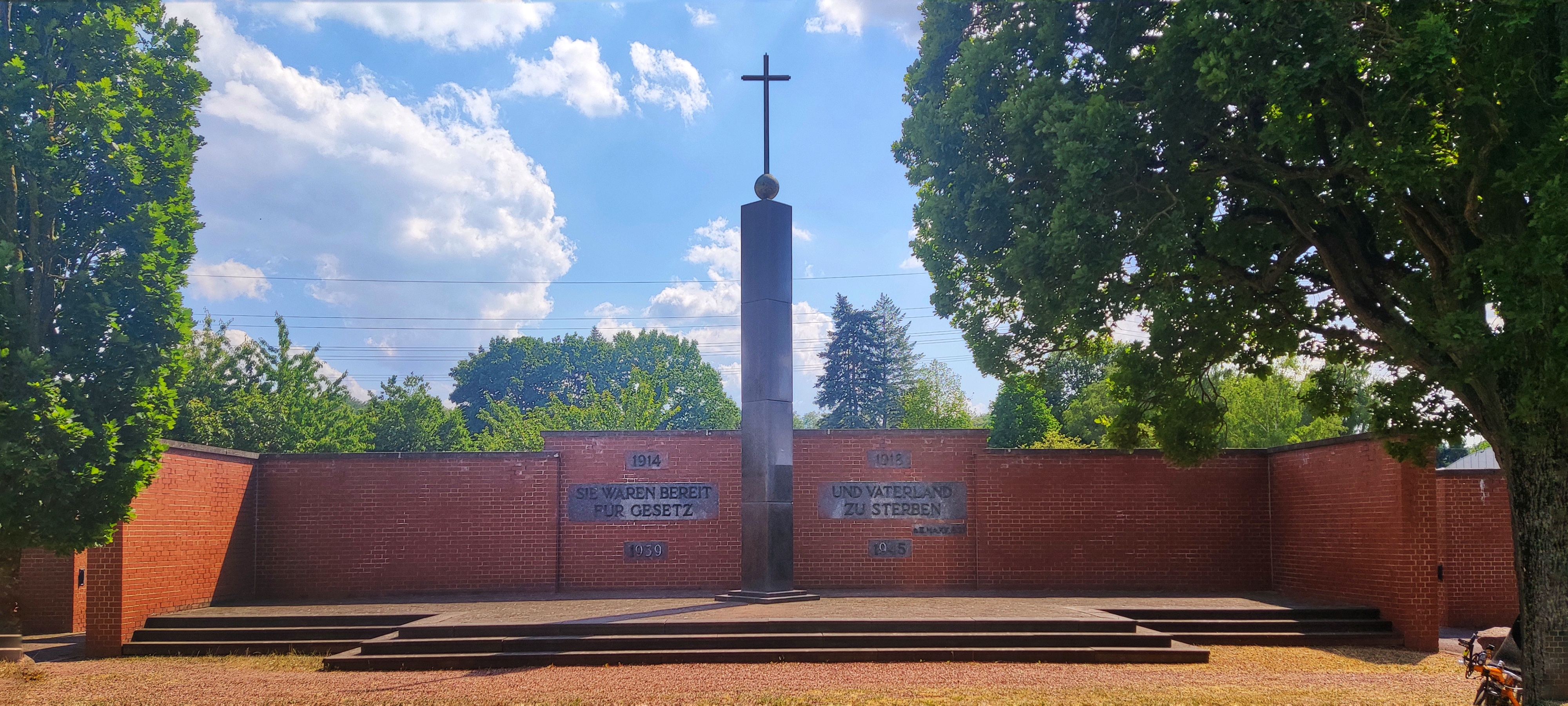
Ehrenmal

In den Jahren 1953 bis 1954 errichtete der Altenkesseler Architekt Willy Lather
die evangelische Auferstehungskirche. Der Turm wurde erst im Jahr 1964 ergänzt. Der aus Ungarn stammende Architekt und Glasmaler György Lehoczky schuf im Jahr 1954 das große Rundfenster im Chorraum, das den auferstandenen Christus, flankiert von Johannes dem Täufer und dem Erzengel Michael, darstellt. Die katholische Pfarrkirche St. Hedwig wurde in den Jahren 1964 bis 1965 errichtet, 1968 wurde St. Hedwig eine selbstständige Gemeinde. Der Glasmaler Ferdinand Selgrad (Spiesen-Elversberg) lieferte die Entwürfe für die Betonglaswände. Das Monumentalbild „Der erhöhte Christus“ gestaltete der Koblenzer Maler Jakob Schwarzkopf. In Wehrden befindet sich zudem die Selimiye-Moschee, die von der DITIB geführt wird. Seit 2011 steht dort das erste saarländische Minarett, seit 2012 wird die Moschee beleuchtet.
Ab 1967 wurde die neue Hallerbrücke gebaut, die B406 ausgebaut und damit verbunden bis 1972 die 500 Meter lange und bis zu 25 Meter hohe Rosseltalbrücke gebaut. An der Saar entstand ein vollelektronisches Klappenwehr. 1970 hatte Wehrden 7.112 Einwohner. Nach dem Niedergang der Völklinger Hütte ab der Mitte der 1970er Jahre wurde mit Förderprogrammen versucht, den Stadtteil Wehrden aufzuwerten. Das Gewerbegebiet „Vorderster Berg“ wurde erschlossen. 1974 wurde der Bahnhof Wehrden abgerissen.
1990 lebten 6.469 Einwohner in Wehrden. 1997 fiel die Wehrdener Schleuse durch den Saarausbau weg. Im Juli 2000 wurde die Schiffsanlegestelle an der Saar eingeweiht. 2002 wurde der neue Wehrdener Platz oberhalb der künftigen Saarpromenade und der Anlegestelle fertiggestellt und die Autos von der Fläche verbannt, was umstritten war. Im selben Jahr wurde das Kraftwerk der „Kraftwerk Wehrden GmbH“ abgerissen, 2003 auch die beiden unter Denkmalschutz stehenden, zugehörigen Kühltürme.
Die Auferstehungskirche wurde 2010 zum Denkmal, ursprünglich sollte sie 2011 verkauft werden. Die ersten Stolpersteine wurden in Wehrden und dem Stadtteil Ludweiler verlegt.

## Persönlichkeiten
- Peter Wilhelm, 1909 bis 1947 Pfarrer in Wehrden
- Manfred Becker (* 1951), Basketballspieler